# Лутеранство
Лутеранство или лутеранизам је део западног хришћанства које се заснива на учењу реформисте из 16. века Мартина Лутера. Лутерови покушаји реформе теологије и црквене праксе довели су до протестантске реформације. Реакције власти и цркве на ширење Лутерових идеја (95 теза) Европом довеле су до верских ратова и поделе хришћанства. За разлику од реформаторских цркви попут калвиниста, лутерани и даље практикују многе сакраменте и литургијску праксу из пре-реформаторских цркви.
Назив „лутеранац“ је први пут у погрдном смислу употребио Јохан Ек током дебате јула 1519. Ек и други римокатолици су следили уобичајену праксу да се јерес назива по свом вођи, тако да су сви поборници теологије Мартина Лутера означени као лутеранци. Сам Мартин Лутер је одбацивао овај назив и свој реформаторски покрет је називао „јеванђеоски“ (грч. ευαγγελιον - добре вести, јеванђеље). Лутеранци су и сами почели да користе овај назив средином 16. века да би се разликовали од осталих реформистичких група (филиписти, калвинисти). Теолози са Универзитета у Витенбергу су 1597. употребили за своју цркву назив „лутеранска“.

## Веронаука
Лутеранска веронаука детаљно је изложена у „Књизи сагласја“ (Concordia). Лутеранци верују у Свето Тројство и богочовечију природу Исуса Христа распетог на крсту, који се спустио у ад, васкрсао и вазнео се на небо, да после краја света суди живима и мртвима. Важно место у доктрини заузима концепција првобитног греха, који може бити откупљен искључиво дејством божје благодати (лат. Sola Gratia), која је изражена у вери (лат. Sola Fide). Стога спасење није у праћењу црквених заповести, него у веровању. Опроштај грехова даје само божја милост (лат. Sola Gratia). Глава цркве је Исус Христос (лат. Solus Christus), а не неки овоземаљски посредник. Иако поричу улогу слободне воље у спасењу, лутерани на поричу слободну вољу у световном животу, и не верују у двојаку предестинацију већ у једнојаку предестинацију. Главни критеријум исправности вере је Библија (лат. Sola Scriptura). Допунска сведочанства су предања црквених отаца и други традиционални извори, не увек лутерански, али увек уз опаску да су они само онолико истинити колико су у сагласју са Библијом. Исти такав критички приступ примењује се на све теолошке изворе, укључујући самога Лутера, чије се дело поштује, али нема култно значење.
Лутеранци признају две свете тајне: крштење и причешће, додуше лутерани су историјски прихватали и трећу свету тајну тј. сакрамент исповести и абсолуције.Посредством крштења људи постају хришћани. Они се причешћем учвршћују у вери. Специфичност лутеранског причешћа међу црквама западног обреда је то што се вином причешћују сви верници, а не само свештеници. То је у вези са црквеним ставом да су свештеници само проповедници (пастори) у својој заједници, и да се ничим не разликују од обичних верника. Лутеранска црква сматра да има континуитет од апостолских времена. Ово наслеђе се не схвата као директно, као на пример у православљу, већ пре у духовном смислу.
Обожавање светаца и икона није примерено божјој заповеди: „Не имај других богова“, такође они нису иконоборци. Марија се поштује као Исусова мајка, али се не слави. Сматра се да целибат није Исусово правило, стога се не примењује.

## Распрострањеност
Лутеранске цркве широм света окупљају преко 80 милиона верника. Од тога их у Немачкој има 25,6 милиона, 19 милиона у Скандинавији, 8,5 милиона у Канади и САД. То је доминантна религија у: Шведској, Норвешкој, Данској, Финској, Исланду, Естонији и Летонији. Намибија је једина неевропска већински лутеранска земља. Значајне лутеранске заједнице постоје још у: Бразилу, Етиопији, Индонезији, Мадагаскару и Танзанији.
Статус традиционалне верске заједнице у Србији имају: Словачка eвангеличка црква аугзбуршке вероисповести у Србији (богослужбени језици: словачки, немачки и (по потреби) српски) која је и најбројнија протестантска црква или заједница у Србији, као и Евангеличка хришћанска црква (богослужбени језик: мађарски).

## Историја
Лутеранизам има своје корене у раду Мартина Лутера, који је настојао да реформише Западну цркву на оно што је сматрао библијском основом.

### Ширење у северној Европи
Лутеранизам се проширио кроз читаву Скандинавију током 16. века, када су монарси Данске—Норвешке (земље која је такође управљала Исландом и Фарским острвима) и монарх Шведске (који је такође владао Финском) усвојили лутеранизам. Кроз балтичко-немачку и шведску владавину, лутеранство се проширило и на Естонију и Летонију.
Од 1520, регуларне лутеранске службе су одржаване у Копенхагену. Током владавине Фредерика I (1523–33), Данска—Норвешка је званично остала католичка. Иако је Фредерик у почетку обећао да ће прогонити лутеране, убрзо је усвојио политику заштите лутеранских проповедника и реформатора, најзначајнији од којих је био Ханс Таусен.
Током Фредерикове владавине, лутеранизам је значајно напредовао у Данској. На отвореном састанку у Копенхагену коме је присуствовао краљ 1536. године, људи су узвикивали; „Ми ћемо стајати уз свето Еванђеље и више не желимо такве бискупе”.‍:p. 195 Фредериков син Кристијан је био отворено лутеран, што је онемогућило његов избор на трон након смрти његовог оца. Међутим, након победе у грађанском рату који је уследио, он је постао 1537. године Кристијан  и поспешио је реформацију у Данској—Норвешкој.
Устав по којем се данска норвешка црква, према црквеним правилима, руководи је био „Чиста реч Бога, који је закон и еванђеље”.‍:p. 202 У њему се не помиње Аугзбуршка конфесија. Свештеници су морали да довољно добро разумеју Свето писмо да би проповедали и објашњавали Еванђеље и Посланице својој конгрегацији.
Млади су подучавани из Лутеровог малог катекизма, доступног на данском од 1532. Они су учени да очекују на крају живота: „опроштај њихових грехова”, „да буду сматрани праведним”, и „вечном животу”. Инструкције су и даље сличне.

### Србија
Лутерани су у Београду имали цркву у ул. Вука Караџића, код зграде Академије - изграђена је 1860. а последња служба је одржана 1. августа 1937. Одатле су се преселили у Бирчанинову 30.